# ブライトンフェスティバル
ブライトンフェスティバル（Brighton Festival）はイングランドのブライトン・アンド・ホーヴで催される、英国でも最大規模の芸術祭である。 その歴史は1966年まで遡り、2006年には23日間にわたって200以上のイベントが開催され、50万人をこえる観衆をあつめた。
みどころは多岐にわたり、舞台、音楽、文学、視覚芸術など、ありとあらゆるメディアが動員される。そのなかでもよく知られるものは、Artists Open House　コンセプトで、その名のとおり、フェスティバル期間中に限ってアーティストや工芸家が自宅やアトリエを一般に開放する。
ブライトンフェスティバル合唱団は1968年に結成され、芸術祭を代表するDV8 Physical TheatreやFrantic Assemblyといったカンパニーと競演することを伝統としている。2006年にはブライトンを本拠とするYes/No Productionsの新作のこけらおとしにたずさわっている。フェスティバルは、また、多様な表現フォーマットのクロスオーバーを推進している。2006年の「Stories　In　Motion」はそのよい例で、チャック・パラニューク、アーヴィン・ウェルシュ、Orbitalのフィル・ハートノルのコラボが実現し、「Warp Moves」ではRandom Danceとワープ・レコーズが共作した。
フェスティバルの委員長はPolly Toynbee。

## 関連イベント
- Brighton Festival Fringe
- Edinburgh Festival (こちらはイギリス最大の芸術祭)